# Grace Reid
Grace Reid, née le 9 mai 1996 à Édimbourg, est une plongeuse britannique. Elle compte une médaille mondiale, deux européennes dont un titre et un titre de championne du Commonwealth à son palmarès.

## Biographie
Elle participe une première fois aux Jeux du Commonwealth lors de l'édition 2010 de Delhi où elle termine à la sixième place du tremplin 3 mètres. Quatre ans plus, lors des Jeux du Commonwealth de 2014 à Glasgow, elle participe à l'épreuve du tremplin de 1 mètre, terminant cinquième, et du tremplin à 3 mètres où elle termine neuvième.
Aux Championnats d'Europe de natation 2016, elle remporte la médaille d'or au plongeon synchronisé au tremplin de 1 mètre mixte avec son partenaire Tom Daley. Elle remporte également la médaille de bronze du tremplin de 1 mètre, devenant la première Écossaise à gagner une médaille individuelle aux Championnats d'Europe de plongeon pour la Grande-Bretagne depuis 1954.
Après la décision de Tom Daley de se retirer de la compétition, Grace Reid s'est associée avec Ross Haslam. Pour leur première compétition en en commun, ils remportent la médaille de bronze à la Coupe du monde de plongeon en 2018.
Elle est médaillée d'argent en tremplin synchronisé mixte à 3 mètres avec James Heatly et médaillée de bronze en tremplin individuel à 1 mètre aux Jeux européens de 2023

## Palmarès
| Compétition                | discipline                              | 2010 | 2011 | 2012 | 2013 | 2014 | 2015 | 2016                       | 2017                     | 2018               |
| -------------------------- | --------------------------------------- | ---- | ---- | ---- | ---- | ---- | ---- | -------------------------- | ------------------------ | ------------------ |
| Jeux olympiques            | tremplin de 3 m                         |      |      |      |      |      |      | 8e                         |                          |                    |
| Championnats du monde      | tremplin 3 m                            |      |      |      |      |      |      |                            | 4e                       |                    |
| Championnats du monde      | Plongeon synchronisé tremplin 3 m       |      |      |      |      |      |      |                            | 5e                       |                    |
| Championnats du monde      | Plongeon synchronisé tremplin 3 m       |      |      |      |      |      |      |                            | Médaille d'argent, monde |                    |
| Coupe du monde de plongeon | tremplin 3 m                            |      |      |      |      |      |      | 17e                        |                          |                    |
| Coupe du monde de plongeon | Plongeon synchronisé tremplin 3 m mixte |      |      |      |      |      |      |                            |                          | Médaille de bronze |
| Championnats d'Europe      | tremplin 1 m                            |      |      |      |      |      |      | 7e                         |                          |                    |
| Championnats d'Europe      | tremplin 3 m                            |      |      |      |      |      |      | Médaille de bronze, Europe |                          |                    |
| Championnats d'Europe      | Plongeon synchronisé tremplin 3 m mixte |      |      |      |      |      |      | Médaille d'or, Europe      |                          |                    |
| Jeux du Commonwealth       | tremplin 1 m                            |      |      |      |      | 5e   |      |                            |                          | [ 4 ]              |
| Jeux du Commonwealth       | tremplin 3 m                            | 6e   |      |      |      | 9e   |      |                            |                          |                    |